# 约翰·马修斯 (律师)
约翰·马修斯（1744年1月16日—1802年11月17日）是一位美国律师、政治家，曾任南卡罗莱纳州州长，是邦联条例签署者之一。